# GMZ-3
Pour les articles homonymes, voir GMZ.
Le GMZ-3 est un véhicule de minage blindé russe, actif au sein du génie militaire.

## Histoire
Le type de véhicule GMZ a été introduit en URSS dès 1968.

## Description
Le GMZ-3 est sur châssis SU-100P, il s'agit d'un poseur de mines sur chenilles. Le 3e modèle a été adopté par les forces armées de l'URSS en 1984. Conçu pour l'exploitation minière antichar mécanisée pendant la bataille. Le placement des mines est effectué à la surface du sol sans camouflage ou dans le sol avec camouflage. Il a une capacité d'emport de 208 mines.

## Mise en place du champ de mines
Pendant la mise en place du champ de mines, les mines d'une cassette (4 mines TM-52, TM-57, TM-62, TM-62PZ et TM-89 avec des fusibles de contact et de proximité sont placées dans la cassette), située au milieu du boîtier, sont acheminées vers le mécanisme d'émission et plus loin sur un convoyeur de dégagement avec un mécanisme pour transférer les mines vers une position de tir. Le dispositif de charrue avec décharges inversées permet d'enterrer et de masquer les mines.
Le GMZ-3 assure l'installation anticipée de champs de mines dans les zones dangereuses prévues pour les chars, ainsi que dans le reflet direct des attaques par chars et unités mécanisées.

## Galerie d'images

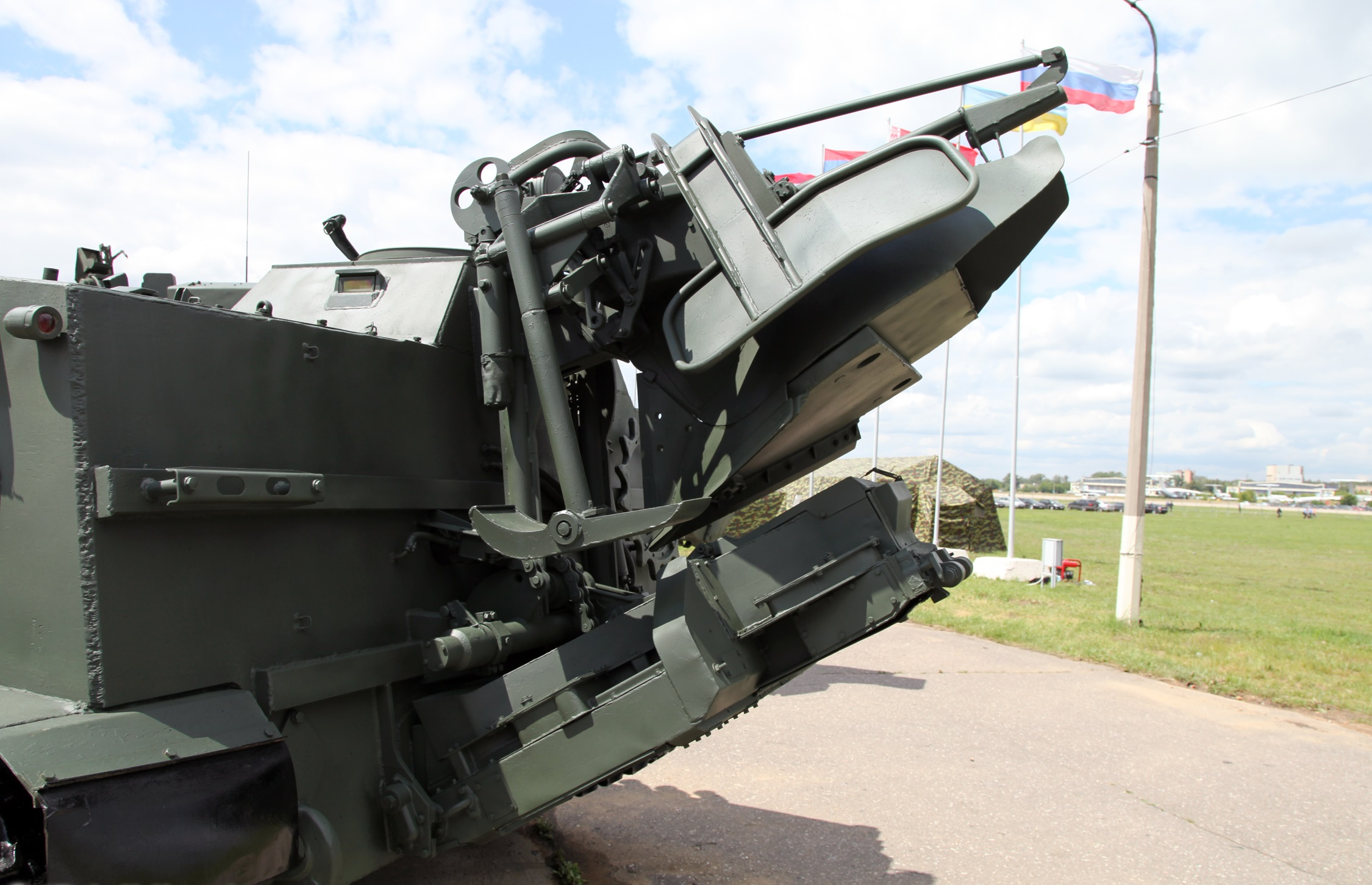
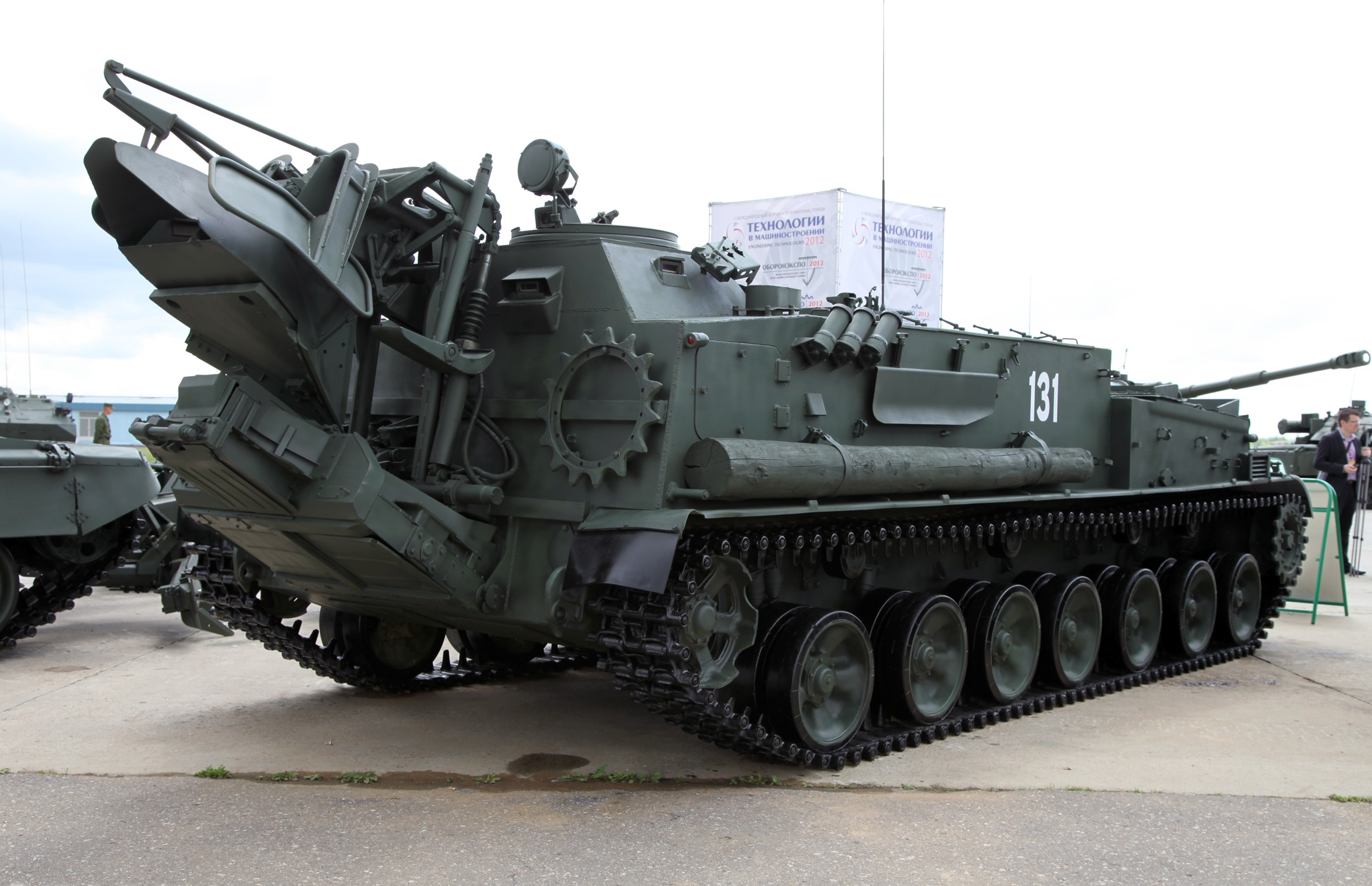

## Opérateur
- Russie